# Lophyohylinae
Lophyohylinae is een onderfamilie van kikkers uit de familie boomkikkers (Hylidae). De groep werd voor het eerst wetenschappelijk beschreven door Alípio de Miranda-Ribeiro in 1926. Later werd de wetenschappelijke naam Lophiohylini gebruikt.
Er zijn 83 soorten in twaalf geslachten, inclusief de pas in 2016 beschreven soort Tepuihyla shushupe. Alle soorten komen voor in delen van zuidelijk Noord- en noordelijk Zuid-Amerika.

## Taxonomie
Onderfamilie Lophyohylinae

Geslachten die monotypische zijn staan weergeven met een (m).
- Geslacht Aparasphenodon
- Geslacht Argenteohyla (m)
- Geslacht Corythomantis
- Geslacht Dryaderces
- Geslacht Itapotihyla (m)
- Geslacht Nyctimantis (m)
- Geslacht Osteocephalus
- Geslacht Osteopilus
- Geslacht Phyllodytes
- Geslacht Phytotriades (m)
- Geslacht Tepuihyla
- Geslacht Trachycephalus

Acridinae · 
Cophomantinae · 
Dendropsophinae · 
Hylinae · 
Lophyohylinae · 
Pseudinae · 
Scinaxinae